# Oriental Air Bridge
Oriental Air Bridge (Japans: オリエンタルエアブリッジ株式会社, Orientaru Ea Burijji Kabushiki-gaisha) is een Japanse luchtvaartmaatschappij met haar basis op de luchthaven van Nagasaki. Oriental Air Bridge voert chartervluchten uit over het zuiden van Japan. Hiernaast voert de luchtvaartmaatschappij lijnvluchten uit naar Fukuoka.

## Geschiedenis
Oriental Air Bridge werd opgericht in 1961 als Nagasaki Airways. De luchtvaartmaatschappij werd hernoemd naar Oriental Air Bridge in maart 2001.

## Vloot
In juli 2016 bestaat de vloot van Oriental Air Bridge uit:
- 2 Bombardier Dash8 Q-200